# Maria Bethânia

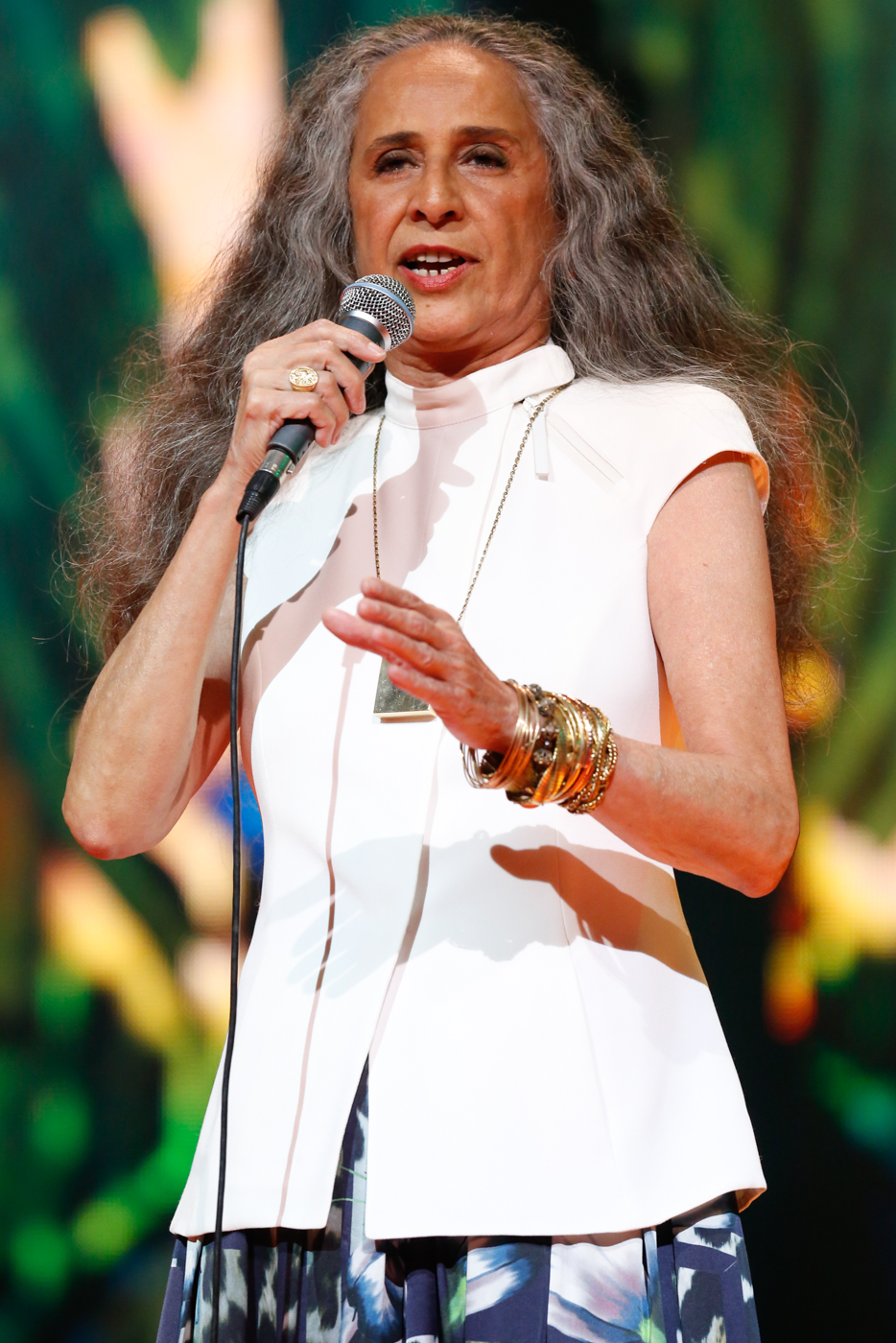
Maria Bethânia (2014)

Maria Bethânia Viana Telles Veloso (* 18. Juni 1946 in Santo Amaro da Purificação) ist eine brasilianische Sängerin, Komponistin und Liedermacherin.

## Leben
Maria Bethânia ist das sechste von sieben Kindern des Postangestellten der Empresa Brasileira de Correios e Telégrafos, José Telles Veloso, und seiner Frau Claudionor Vianna Telles Veloso. Einer ihrer Brüder ist der Musiker Caetano Veloso.

## Karriere
Bethânias Musikkarriere begann 1964 in Rio de Janeiro, mit ihrem Auftritt in Opinião. Ihre erste Single, einen Protestsong mit dem Titel Carcará, veröffentlichte sie 1965, im selben Jahr, in dem ihr Bruder seine erste Platte herausbrachte. Danach kehrte sie aus Rio de Janeiro, wo sie studiert hatte, in ihre Heimatstadt in Bahia zurück. Zu diesem Zeitpunkt bereiste sie für Auftritte bereits ganz Brasilien. Carcará brachte ihr ein Angebot von RCA Records ein. In den 1970er Jahren wechselte Bethânia häufiger das Plattenlabel. 1973 erschien das Album Drama, Luz Da Noite, auf dem sie traditionelle brasilianische Lieder mit literarischen Elementen verband.
1976 veröffentlichte sie ein Live-Album mit Doces Bárbaros, einer Supergroup der Música Popular Brasileira. Es wurde am 24. Juni im Anhembi-Stadion in São Paulo aufgenommen. Die Mitglieder waren Gilberto Gil, Caetano Veloso, Maria Bethânia und Gal Costa. Ein 1977 erschienener Dokumentarfilm in der Regie von Jom Tob Azulay, Os Doces Bárbaros, dokumentierte die Aufnahmen.
1977 ging Bethânia auf Tournee mit dem Album Pássaro da Manhã, das mit Gold ausgezeichnet wurde. Ein Jahr später veröffentlichte sie Álibi, das mit über einer Million verkaufter Exemplare ebenfalls Gold erhielt. Gegen Ende der 1970er Jahre entfernte sich Bethania von der Tropicalismo-Musik der frühen Jahre. Ihr Erfolg setzte sich fort und sie trat kontinuierlich auf. As Canções Que Você Fez Para Mim wurde 1993 das erfolgreichste Album des Jahres in Brasilien. Mit verkauften 26 Millionen Alben war sie im Jahre 2005 die zweiterfolgreichste Künstlerin Brasiliens. 2008 nahm sie ein Album mit der aus dem Film Buena Vista Social Club bekannten kubanischen Sängerin Omara Portuondo auf, dem eine Live-DVD folgte. Die Begleitband leitete der Pianist Roberto Fonseca.
Ihr Album Meus Quintais wurde 2015 für die 16. Latin Grammy Awards in der Kategorie Bestes Album der Musica Popular Brasileira nominiert.
Mit ihrem Bruder Caetano Veloso sowie Gilberto Gil, Gal Costa und Tom Zé gehörte sie in den späten 1960er und frühen 1970er Jahren zu den Erneuerern der Música Popular Brasileira und war Teil der Tropicalismo-Bewegung. Maria Bethânia hat sich nie auf nur einen Stil festgelegt. Sie begann ihre Karriere als Bossa-Nova-Sängerin. Dann sang sie Sambas, interpretierte afro-brasilianische Musik, Música Sertaneja, bis hin zu Forró, Pop und Balladen. Sie wurde nach dem Lied von Nelson Gonçalves Maria Bethânia genannt.

## Diskografie
| Jahr | Titel                            | Höchstplatzierung, Gesamtwochen, AuszeichnungChartsChartplatzierungen (Jahr, Titel, Platzierungen, Wochen, Auszeichnungen, Anmerkungen) | Anmerkungen         |
| Jahr | Titel                            | PT | Anmerkungen         |
| ---- | -------------------------------- | --- | ------------------- |
| 2004 | Antologia 73/97                  | PT18 (12 Wo.)PT |                     |
| 2005 | Perfil                           | PT5 Gold · (12 Wo.)PT |                     |
| 2005 | Novo millenium                   | PT30 (1 Wo.)PT |                     |
| 2005 | Que falta você me faz            | PT4 (9 Wo.)PT |                     |
| 2007 | Interpreta Chico Buarque         | PT24 (2 Wo.)PT |                     |
| 2007 | Mar de Sophia                    | PT11 (5 Wo.)PT |                     |
| 2010 | Omara Portuondo & Maria Bethânia | PT29 (1 Wo.)PT | mit Omara Portuondo |

Weitere Alben
- 1965: Maria Bethania
- 1966: Edu e Bethania (Elenco Brazil-Serie; mit Edu Lobo)
- 1977: Pássaro Da Manhã
- 1978: Ao Vivo (mit Caetano Veloso)
- 1979: Mel
- 1986: Dezembros
- 1987: Personalidade
- 1988: Simplesmente (Best of)
- 1989: Memória Da Pele
- 1990: Canções E Momentos
- 1992: Olho D’Água
- 1993: As Canções Que Voce Fez Prá Mi
- 1994: Meus Momentos
- 1994: Sonho Impossível
- 1996: Âmbar
- 1997: Imitação Da Vida
- 1999: A Força Que Nunca Seca
- 1999: Diamante Verdadeiro
- 2000: From Salvador Do Bahia
- 2002: Romantica
- 2003: Brasileirinho
- 2005: Que Falta Você Me Faz
- 2009: Encanteria (mit Gilberto Gil & Caetano Veloso)

### Auszeichnungen für Musikverkäufe
| Goldene Schallplatte - Brasilien - 1994: für das Album Sonho Impossível - 1996: für das Album Âmbar - 1997: für das Album Imitação Da Vida - 1999: für das Album A Força Que Nunca Seca - 2004: für das Album Diamante Verdadeiro |

Anmerkung: Auszeichnungen in Ländern aus den Charttabellen bzw. Chartboxen sind in ebendiesen zu finden.
| Land/RegionAuszeichnungen für Musikverkäufe (Land/Region, Auszeichnungen, Verkäufe, Quellen) | Gold     | Platin | Verkäufe | Quellen             |
| -------------------------------------------------------------------------------------------- | -------- | ------ | -------- | ------------------- |
| Brasilien (PMB)                                                                              | 5× Gold5 | —      | 450.000  | pro-musicabr.org.br |
| Portugal (AFP)                                                                               | Gold1    | —      | 10.000   | Einzelnachweise     |
| Insgesamt                                                                                    | 6× Gold6 | —      |          |                     |